# Erika Andreeva
Erika Andreeva (Krasnoyarsk, 24 de junio de 2004) es una tenista profesional rusa.
Andreeva tiene un ranking de individuales WTA más alto de su carrera, No. 106, logrado el 12 de febrero de 2024. También con un ranking WTA más alto de su carrera, No. 274 en dobles, logrado el 11 de diciembre de 2023.
Andreeva hizo su debut en el cuadro principal de la WTA en el Torneo WTA de Lausanne 2022 luego de pasar la clasificación. Perdería en segunda ronda ante Petra Martić en dos set.
Hizo su debut en el cuadro principal de Grand Slam en el Abierto de Estados Unidos 2022 luego de pasar la clasificación. Perdería en primera ronda ante la preclasificada #21 Petra Kvitová en dos set.
Es hermana de la también tenista Mirra Andreeva.